# Sint-Niklaaskerk (Brugge)
De Sint-Niklaaskerk is de parochiekerk van de tot de West-Vlaamse stad Brugge behorende deelgemeente Koolkerke, gelegen aan Smallestraat 11.

## Geschiedenis
In 1252 was voor het eerst sprake van een kapel, die afhankelijk was van de Onze-Lieve-Vrouwekerk te Brugge. In de loop van de 14e eeuw werd een bakstenen kerk gebouwd. Van deze kerk zijn nog enkele delen in het huidige kerkgebouw aanwezig, en wel de koorafsluiting, enkele pilaren en muurresten. Tijdens de godsdiensttwisten in de 16e eeuw werd deze kerk vernield. Hierna werd de noordbeuk afgebroken en bleven het kerkschip en de zijbeuk bestaan. In 1853 werd de toren gebouwd. Dan werd de noordbeuk herbouwd, Vervolgens werd de zuidbeuk afgebroken en herbouwd naar model van de noordbeuk. Van 1867-1871 vonden werkzaamheden plaats onder leiding van Pierre Buyck en in 1980-1985 werden restauraties uitgevoerd onder leiding van Piet Viérin.

## Gebouw
Het huidige gebouw is een driebeukige bakstenen hallenkerk. De voorgevel toont drie puntgevels, doch de middenbeuk heeft een ingebouwde toren. Het koor is gotisch.
De kerk heeft een voornamelijk neogotisch meubilair. In een nis bevindt zich een 17e-eeuws Mariabeeld (Onze-Lieve-Vrouw Gezondheid der Zieken). Een neogotisch reliekschrijn heeft een 18e-eeuws borstbeeld van Sint-Nicolaas. Diverse grafzerken van de 17e t/m de 20e eeuw. Voorts is er een beeld van Johannes Nepomucenus door P. Pepers (1765).